# Raffiat de Moncade
Le raffiat de Moncade est un cépage blanc de la région Sud-Ouest de la France. Il entre dans  la vinification  des appellations des vins de Béarn et de Tursan. Son origine béarnaise est soulignée par la référence faite à la famille vicomtale des Moncade qui régna sur le Béarn au Moyen Âge et eut Orthez comme capitale. 

## Histoire et origine
L'étude de l'OIV, publiée en 2007, montre que les cépages baroque, manseng noir et tannat sont très étroitement liés génétiquement. Les cépages malbec et claverie sont génétiquement très proches de ce groupe. Le Raffiat de Moncade a lui aussi des liens de parenté mais encore plus avec le gouais blanc. Jusqu'à présent, seul un unique clone, le 465, a été multiplié et mis en marché.
L'ampélographe Marcel Durquety s'est servi de ce cépage pour obtenir trois nouvelles variétés l'arriloba, l'arroba et le perdea. 

## Description ampélographique
- Le sommet est ouvert. Les jeunes feuilles vertes se couvrent d'une chevelure laineuse et peuvent se tacheter de couleur bronze. Le bord de la feuille est dentelé. Par rapport à d'autres variétés, les dents sont plus marquées. La feuille de surface n'est pas structurée.
- La tige est en forme de lyre ouverte. Elle porte des grappes moyennes au pédoncule long et restant vert. De forme tronconique, elles présentent un aspect plus ou moins lâches[1].
- Les baies sont petites et sphériques. À pleine maturité, elles sont de couleur jaune-blanchâtre à brun-roux en surmaturité[1].

## Viticulture
Ce cépage est mené en hautain.

## Vinification
Très riche en alcool, il est le plus souvent assemblé avec les cépages gros manseng et petit manseng, qui apportent l'acidité, donc le support aromatique, dans les cuvées. 

## Région de production
Uniquement dans le Béarn et les Landes. 

## Synonymes
Il est connu aussi sous le nom de arréfiat, arrufiat, portugal, rousselet, ruffiac et raffiat.